# ميرفي ناغبي
ميرفي ناغبي (بالإنجليزية: Murphy Komunple Nagbe)‏ هو لاعب كرة قدم ليبيري في مركز الوسط، ولد في 7 يونيو 1984 في مونروفيا في ليبيريا. شارك مع منتخب ليبيريا لكرة القدم. أما مع النوادي، فقد لعب مع بي إس إم إس ميدان ونادي مؤسسة سفينة ليبيريا للتسجيل.

## وصلات خارجية
- ميرفي ناغبي على موقع الاتحاد الدولي (مؤرشف)  (الإنجليزية)
- ميرفي ناغبي على موقع قاعدة بيانات كرة القدم.إي يو (الإنجليزية)
- ميرفي ناغبي على موقع ناشيونال فوتبول تيمز (الإنجليزية)